# Clubiona iharai
Clubiona iharai är en spindelart som beskrevs av Ono 1995. Clubiona iharai ingår i släktet Clubiona och familjen säckspindlar. Inga underarter finns listade i Catalogue of Life.